# 吉耶爾莫島

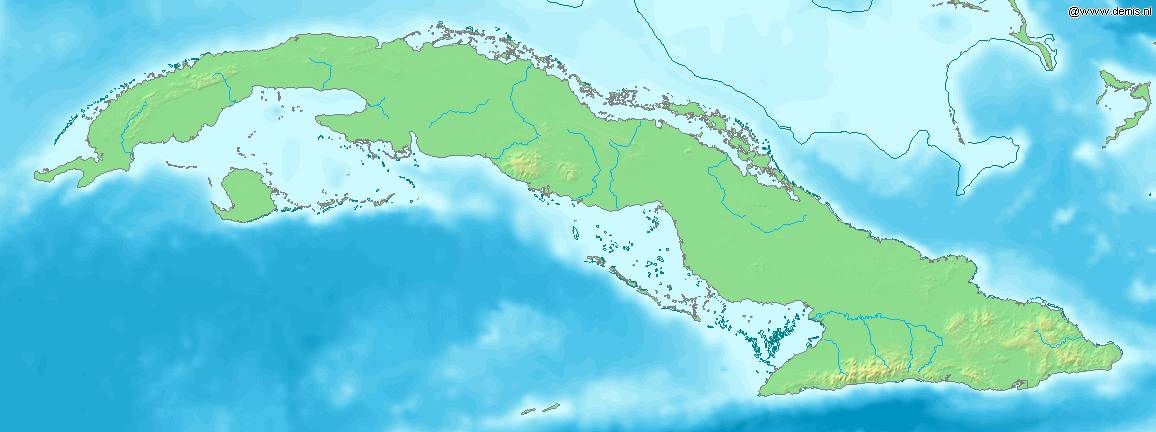

吉耶爾莫島是古巴的島嶼，位於該國北岸大西洋海域，屬於國王花園群島的一部分，由謝戈德阿維拉省負責管轄，長8.5公里，面積15平方公里，是熱門的旅遊地點。

## 外部連結
- www.cayoguillermocuba.net （页面存档备份，存于） （英文） （法文）

22°35′42″N 78°39′59″W / 22.595°N 78.6663889°W